# Мартин Хайнрих Клапрот
Мартин Хайнрих Клапрот (на немски: Martin Heinrich Klaproth) е германски химик, открил урана (1789), циркония (1789) и церия (1803) и наименувал титана (1795) и телура (1798).

## Биография
Клапрот е роден във Вернигероде. През голяма част от живота си работи като аптекар. След като служи като асистент в аптеки в Кведлинбург, Хановер, Берлин и Данциг, той остава в Берлин след смъртта на Валентин Розе Старши през 1771 г., за да наследи бизнеса му, а през 1780 г. започва свой собствен в града. През 1787 г. е назначен за лектор по химия към Пруската кралска артилерия, а когато Берлинският университет е основан през 1810 г., той е избран за професор по химия. По това време той е един от водещите химици в Германия.
Като точен и добросъвестен работник, той полага усилия да подобри и систематизира процесите на аналитичната химия и минералогията, а признателността му към количествените методи го прави един от най-ранните привърженици на доктрините на Антоан Лавоазие извън Франция. Клапрот намира елемента титан в рудата рутил през 1791 г., вярвайки че това е ново откритие, но се оказва, че Уилям Грегор вече е открил титана първи, след като го е намерил в илменит по-рано през същата година. Все пак Клапрот става първият, открил урана, докато изучава уранитит. Освен това той открива циркония и характеризира урана и циркония като отделни елементи, макар че не успява да ги получи в чист вид. Той уточнява състава на множество вещества, които дотогава не са добре познати, включително телур, стронций, церий и хром. През 1798 г. установява, че минералите калцит и арагонит имат еднакъв химичен състав – СаСО3 (полиморфизъм).
Своите над 200 труда той събира в Beiträge zur chemischen Kenntnis der Mineralkörper (5 тома, 1795 – 1810) и Chemische Abhandlungen gemischten Inhalts (1815). Клапрот е избран за член на Британското кралско научно дружество през 1795 г. и за чуждестранен член на Кралската шведска академия на науките през 1804 г.
Умира на 1 януари 1817 г. в Берлин. Кратерът Клапрот на Луната е кръстен в негова чест. Синът му Юлиус Клапрот става известен ориенталист.